# Platz-Gleiter
Der Platz-Gleiter war ein Gleitflugzeug des deutschen Konstrukteurs Reinhold Platz.

## Geschichte
Der deutsche Flugzeugkonstrukteur Reinhold Platz übernahm drei Jahre nach dem Ersten Weltkrieg im Jahr 1921 die Leitung der Fokkerwerke in Veere. Er hatte im Ersten Weltkrieg in Schwerin die Jagdflugzeuge der Fokker Flugzeugwerke entwickelt, darunter so bekannte und richtungsweisende Muster wie die Fokker Dr.I Fokker D.VII und Fokker D.VIII.
1922 beschäftigte er sich mit der Konstruktion eines Gleiters, der nach seinen Angaben die folgenden Bedingungen erfüllen sollte:

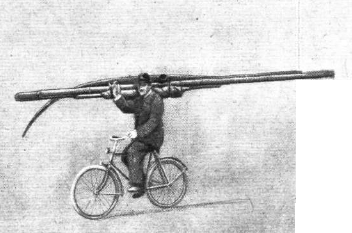
Transport auf dem Fahrrad

1. niedriger Anschaffungspreis – nicht mehr als für ein gutes Fahrrad
2. Möglichkeit zur Zerlegung in kleine Teile, um einen Transport in Personenzügen zu ermöglichen
3. Unempfindlichkeit gegen rauhen Betrieb und Stöße
4. schnelle und einfache Montage
5. einfacher und günstiger Austausch aller Teile
6. der Gleiter muss von einem Mann getragen werden können

Bei der Umsetzung ließ er sich von einer Fahrt auf einem Segelboot mit Sluptakelung inspirieren.
Nach einem Modell aus Papier und einer Büroklammer folgte ein Modell mit einer Spannweite von 1,3 Metern, das Anfang November 1922 in den Dünen flog. Ein weiteres Modell mit 2,5 Metern Spannweite zeigte die Eigenstabilität und Skalierbarkeit des Konzepts. Anschließend entstand innerhalb weniger Tage die manntragende Version, die nach unbemannten Tests erst im Hangaufwind wie ein Drachen fixiert flog und dann im Februar 1923 auch freie Flüge durchführte.

## Konstruktion

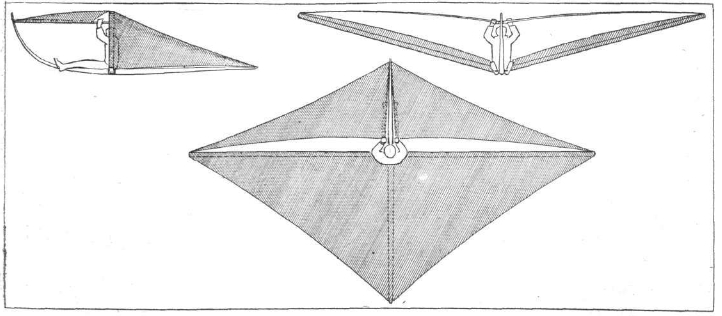
Prinzipskizze

Der Gleiter bestand aus einer Metallkufe als Bug, die in ein Rundholz bis zum Heck überging – diese Teile bildeten einen minimalistischen Rumpf. Zwei Beschläge links und rechts am Rumpf nahmen die Holmwurzeln auf; die Holme waren ebenfalls als Rundhölzer ausgeführt – ähnlich wie bei einem Segelboot. An den Holmen und am Heckausleger war der Hauptflügel aus Stoff ohne Rippen wie ein Großsegel angebracht; zwei Klüversegel vor dem Piloten konnten mit den Armen im Anstellwinkel einzeln verstellt werden.

## Technische Daten
| Kenngröße    | Daten |
| ------------ | ----- |
| Besatzung    | 1     |
| Flügelfläche | 16 m² |
| Leermasse    | 40 kg |